# Hayden Wilde
Pour les articles homonymes, voir Wilde.
Hayden Wilde, né le 1er septembre 1997 à Whakatane, est un triathlète professionnel néo-zélandais, médaillé de bronze aux Jeux olympiques d'été de 2020 à Tokyo et vice-champion du monde de triathlon courte distance en 2023.

## Biographie

### Jeunesse
Élevé à Whakatane comme le plus jeune de trois garçons, Hayden Wilde a commencé le sport enfant, en pratiquant le football et le hockey avant de se lancer dans la course à pied à l'âge de 16 ans pour améliorer sa condition physique. Il court assidûment sur la piste et devient par deux fois champion de Nouvelle-Zélande du 5 000 m (2020 et 2021). Son record sur la distance est de 13 min 21 secondes, onze secondes derrière le record de Nouvelle-Zélande de Adrian Blincoe effectué en 2008. Il décide de se lancer dans le triathlon en 2016 et parfaire son niveau d'endurance l'hiver en affrontant les meilleurs athlètes sur piste néo-zélandais. Il a remporté à seulement 16 ans les championnats du monde de deux jours d'un océan à l'autre en Kayak, il est le plus jeune de l'histoire de l'événement.

### Carrière en triathlon
Il remporte avec l'équipe de Nouvelle-Zélande la WTS en relais mixte d'Edmonton en 2019. Il finit troisième au Test Events Tokyo la même année. En 2020, il prend la deuxième place de l'épreuve de Mooloolaba en coupe du monde. Il est médaillé de bronze aux Jeux olympiques d'été de 2020 à Tokyo derrière Kristian Blummenfelt et Alex Yee. Il remporte en décembre 2021, les championnats du monde de Xterra Triathlon. 
En 2024, il obtient la médaille d'argent aux Jeux-Olympiques de Paris et termine deuxième des Championnats du monde d'Ironman 70.3 de Taupo.
En avril 2025, il remporte la première étape du T100 Triathlon World Tour 2025 à Singapour et en mai 2025 il bat son record personnel sur 10 kilomètres à Tokyo avec un temps de 27 min 39 s. Après son record personnel sur 10 kilomètres, il est victime d'un accident de vélo à la suite d'une collision qui lui provoque plusieurs blessures importantes.

### Vie privée
Hayden Wilde est né et a grandi à Whakatane, une ville de la région de la baie de l'Abondance dans l'île du Nord de la Nouvelle-Zélande. Sa résidence est aujourd'hui à Tauranga dans la même baie. Il a dédié à Tokyo sa médaille olympique à son père décédé en 2009, qui ne l'a jamais vu courir en tant que triathlète. Son tatouage sur son omoplate, représentant une boussole et des plumes, est en sa mémoire.

## Palmarès en triathlon
Le tableau présente les résultats les plus significatifs (podium) obtenus sur le circuit international de triathlon depuis 2018.
| Année | Compétition                                 | Pays                | Position           | Temps           |
| ----- | ------------------------------------------- | ------------------- | ------------------ | --------------- |
| 2025  | T100 Singapour                              | Singapour           | Médaille d'or      | 3 h 18 min 11 s |
| 2025  | WTCS Abou Dabi                              | Émirats arabes unis | Médaille d'or      | 48 min 21 s     |
| 2024  | Championnats du monde d'Ironman 70.3        | Nouvelle-Zélande    | Médaille d'argent  | 3 h 33 min 22 s |
| 2024  | Jeux olympiques de Paris                    | France              | Médaille d'argent  | 1 h 43 min 39 s |
| 2024  | Championnats du monde - Classement général  |                     | Médaille de bronze | 3 726 points    |
| 2024  | Grand Prix de triathlon - Étape de Bordeaux | France              | Médaille d'or      | 49 min 51 s     |
| 2024  | WTCS Torremolinos (finale)                  | Espagne             | Médaille d'or      | 1 h 42 min 22 s |
| 2024  | Laguna Phuket Triathlon                     | Thaïlande           | Médaille d'or      | 2 h 19 min 3 s  |
| 2023  | Championnats du monde - Classement général  |                     | Médaille d'argent  | 4 061 points    |
| 2023  | WTCS Hambourg                               | Allemagne           | Médaille d'or      | 19 min 26 s     |
| 2023  | WTCS Yokohama                               | Japon               | Médaille d'or      | 1 h 42 min 13 s |
| 2023  | Coupe du monde - l'étape de New Plymouth    | Nouvelle-Zélande    | Médaille d'or      | 55 min 57 s     |
| 2023  | Grand Prix de triathlon - Étape de Bordeaux | France              | Médaille d'or      | 50 min 34 s     |
| 2023  | Ironman 70.3 Melbourne                      | Australie           | Médaille d'or      | 3 h 19 min 30 s |
| 2022  | Championnats du monde - Classement général  |                     | Médaille de bronze | 4696 points     |
| 2022  | WTS Hambourg                                | Allemagne           | Médaille d'or      | 0 h 53 min 18 s |
| 2022  | WTS Leeds                                   | Royaume-Uni         | Médaille d'or      | 53 min 10 s     |
| 2022  | WTS Yokohama                                | Japon               | Médaille d'argent  | 1 h 43 min 40 s |
| 2021  | Jeux olympiques de Tokyo                    | Japon               | Médaille de bronze | 1 h 45 min 24 s |
| 2021  | Championnats du monde de Xterra Triathlon   | États-Unis          | Médaille d'or      | 2 h 18 min 24 s |
| 2020  | Coupe du monde - l'étape de Mooloolaba      | Australie           | Médaille d'argent  | 51 min 50 s     |
| 2019  | Test Events Tokyo                           | Japon               | Médaille de bronze | 1 h 50 min 3 s  |
| 2019  | Ironman 70.3 Taupo                          | Nouvelle-Zélande    | Médaille de bronze | 3 h 52 min 39 s |
| 2018  | Coupe du monde - l'étape de Cagliari        | Italie              | Médaille d'argent  | 54 min 49 s     |

| Année | Compétition           | Pays                | Position           | Temps           |
| ----- | --------------------- | ------------------- | ------------------ | --------------- |
| 2023  | WTCS Hambourg         | Allemagne           | Médaille d'argent  | 1 h 22 min 27 s |
| 2019  | Championnat d'Océanie | Australie           | Médaille d'or      | 1 h 17 min 48 s |
| 2019  | WTS Edmonton          | Canada              | Médaille d'or      | 1 h 20 min 14 s |
| 2018  | WTS Abu Dhabi         | Émirats arabes unis | Médaille de bronze | 1 h 24 min 31 s |

| Année | Nombres | Étapes                                                                      |
| ----- | ------- | --------------------------------------------------------------------------- |
| 2024  | 2       | Londres, Chicago + du classement général                                    |
| 2023  | 3       | Toulouse, Malibu, Neom + du classement général                              |
| 2022  | 3       | Londres, Malibu, Toulouse + du classement général (+ Arena Games Singapour) |
| 2021  | 1       | Londres + du classement général                                             |
| 2019  |         | du classement général                                                       |
| Total | 9       |                                                                             |